# 川内ダム
川内ダム（かわうちダム）は、青森県むつ市川内町福浦山、二級河川・川内川水系川内川上流部に建設されたダムである。
本州最北端のダムとして知られている。

## 地理
川内川は下北半島の南西部に位置し、水源は縫道石山（標高625m）であり、ダム湖となった野平開拓地を通り、矢櫃川、中川を合わせて東流し、畑地点で湯の川を合流し南流し陸奥湾に注ぐ。流域の平均年間降水量は2,000mmを越える多雨地帯であり、年間平均気温6.8℃である。

## 沿革
川内川は昔から頻繁に氾濫し水害を受けてきた、特に1966年（昭和41年）の集中豪雨等や昭和43年台風第7号の水害から1973年（昭和48年）まで毎年のように氾濫し、甚大な被害を出した。
また川内川は、沿川の耕地等に対する水源として、不特定用水の補給を行い流水の治水と河川の維持維持を図る目的としてダムの建設がもちあがった。

## 移転
川内ダム建設に伴い36戸全戸の移転があった。
1981年（昭和56年）7月15日の離村式に「留魂の碑」が建立された。

## 建設経過
- 1971年（昭和46年）予備調査開始
- 1973年（昭和48年）実施計画調査
- 1975年（昭和50年）ダム建設に着手した。
- 1980年（昭和55年）8月野平地区における水没に関わる生活再建対策が行われ用地補償の妥結
- 1980年（昭和55年）9月青森県道253号長後川内線の付替道路工事が始まる。
- 1986年（昭和61年）10月付替道路工事開通。
- 1986年（昭和61年）12月ダム本体工事に着手。
- 1987年（昭和62年）8月転流開始
- 1988年（昭和63年）堤体コンクリート打設開始
- 1990年（平成2年）平成2年11月打設完了
- 1992年（平成4年）4月試験湛水開始
- 1993年（平成5年）5月9日、20年間の歳月を経て竣工式を迎えた。

## かわうち湖
ダムによって出現した人造湖はかわうち湖として2005年（平成17年）財団法人ダム水源地環境整備センターの選定でダム湖百選に選ばれている。
本州最北の人造湖ともいわれ湖面には噴水がある。
湖畔は道の駅かわうち湖を中心に「レイクサイドパーク」や野平高原交流センター・レイクハウスがあり、むつ市（旧・下北郡川内町の特産品の販売、軽食、休息コーナーが設けられている。
むつ市主催で毎年7月「野平高原キャンプ場」を中心に「森と湖に親しむつどい」（自然体験学習）を実施している。
毎年10月に、「川内町高原まつり&ベコまつり」が開催されている。
川内川に下流に沿って約4.4kmの「川内川渓谷遊歩道」が整備されており終点にふれあい温泉川内がある。

## ギャラリー

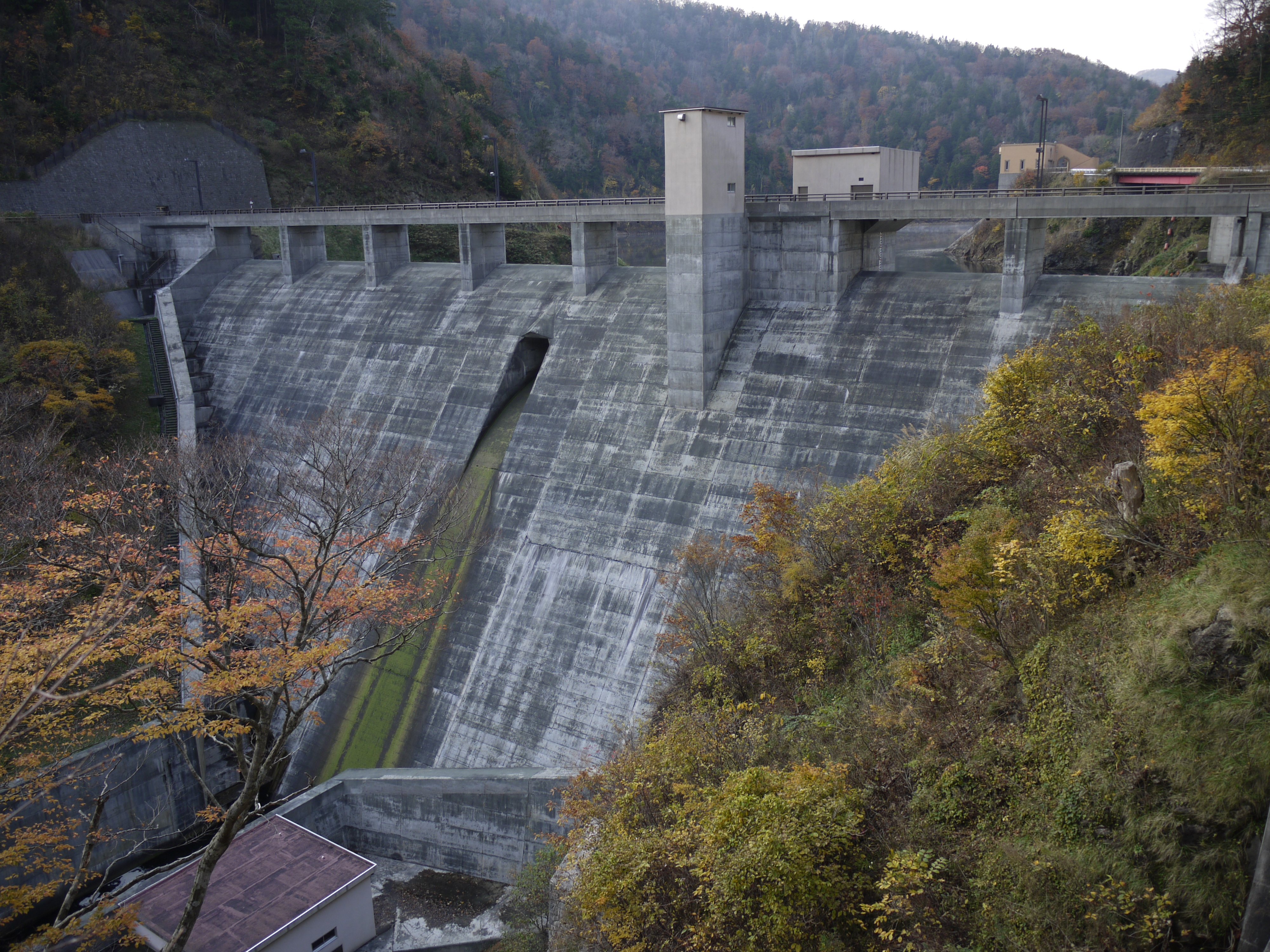
ダム堤体（2009年10月）
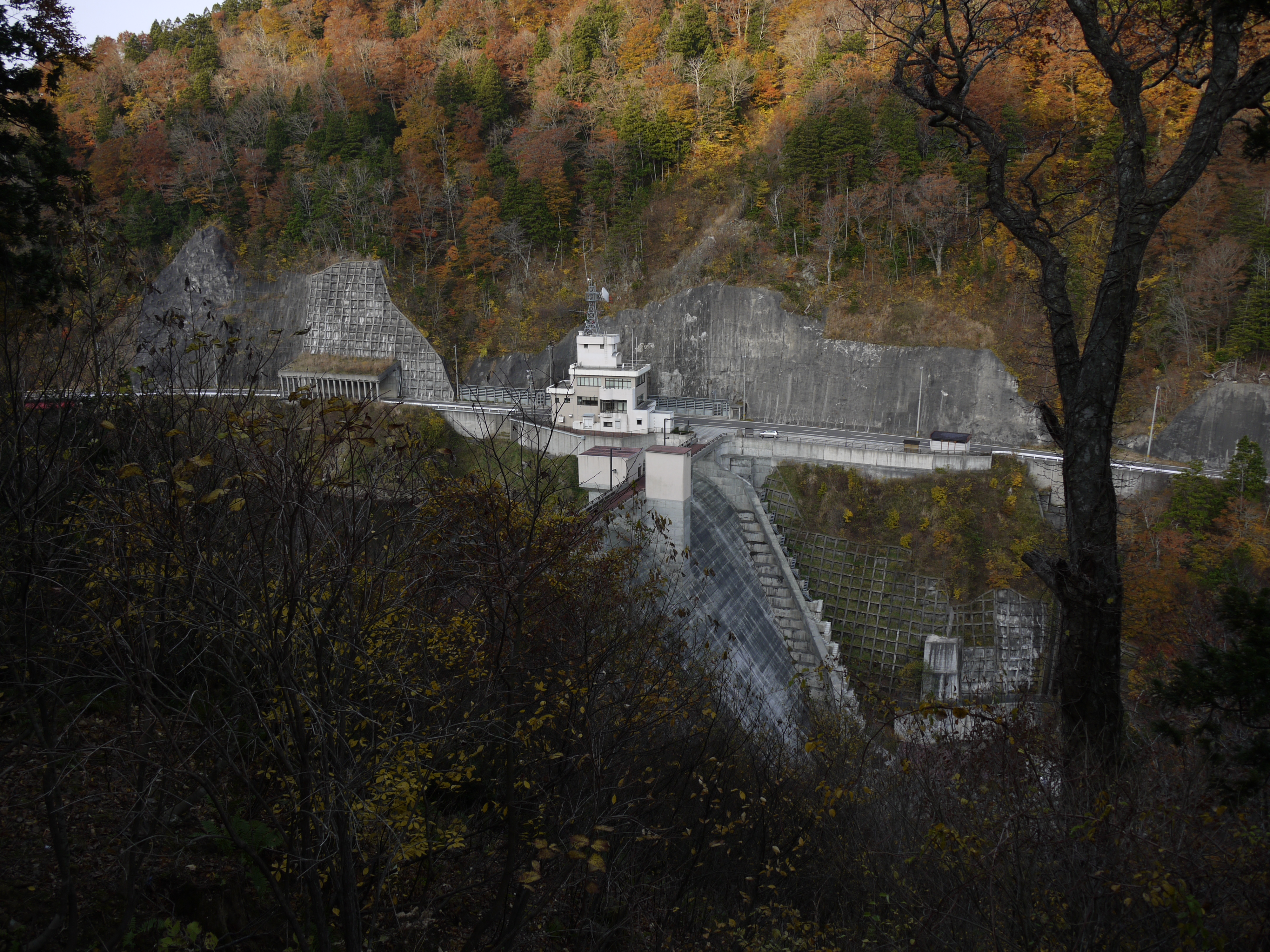
ダム堤体と事務所（2009年10月）
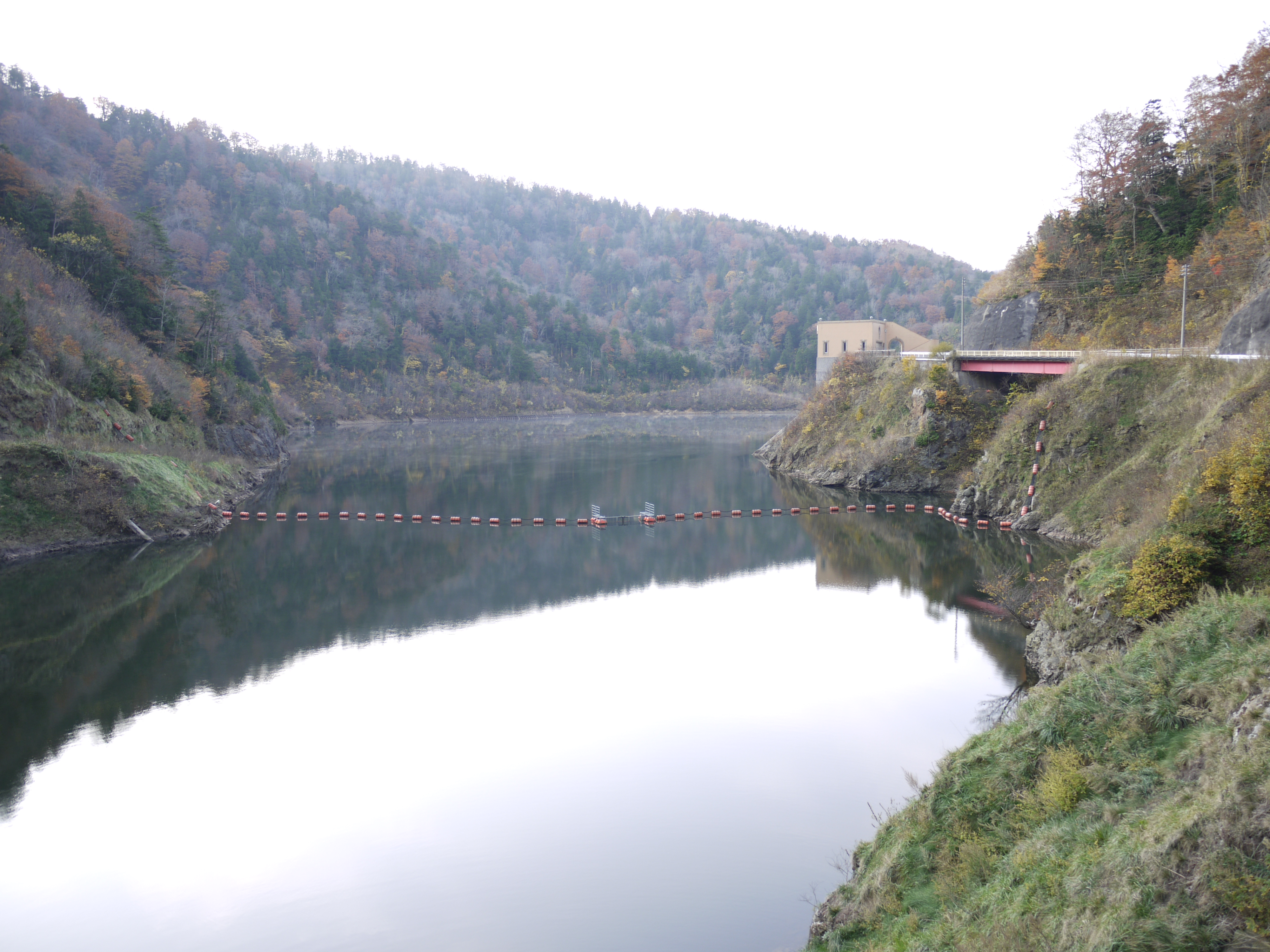
かわうち湖（2009年10月）
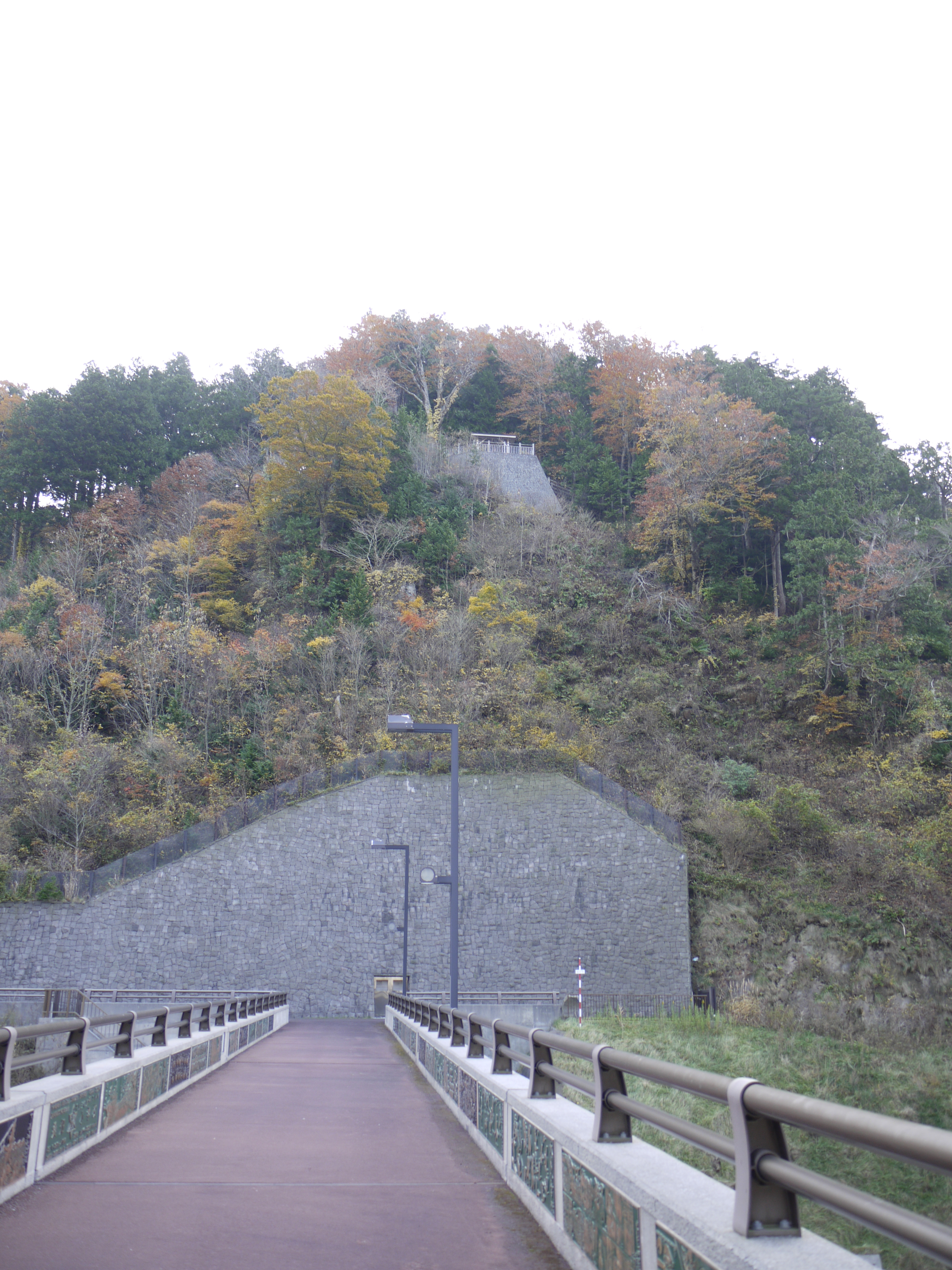
天端は道になっており歩くことができる（2009年10月）
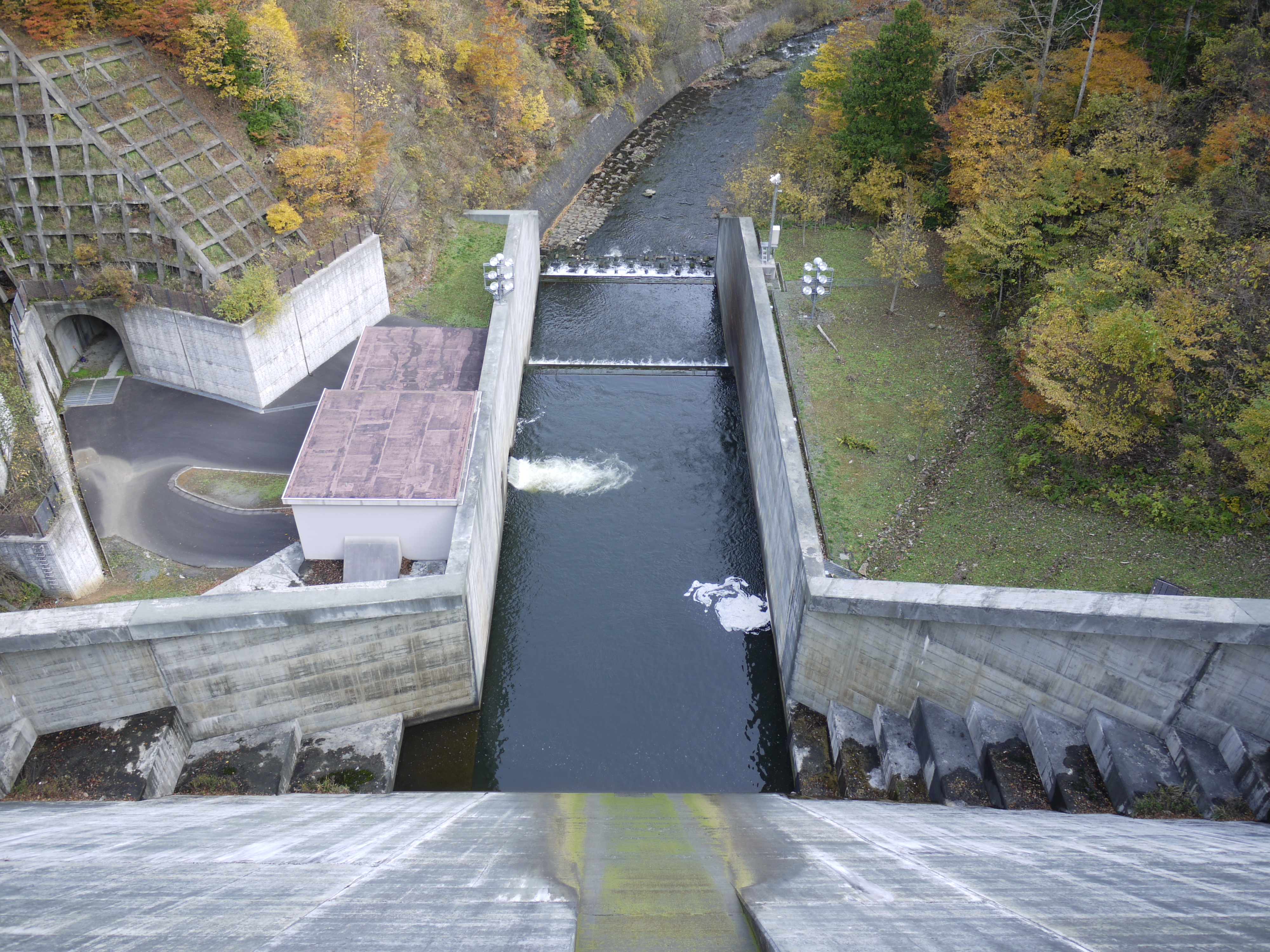
ダム堤体より下流を望む（2009年10月）
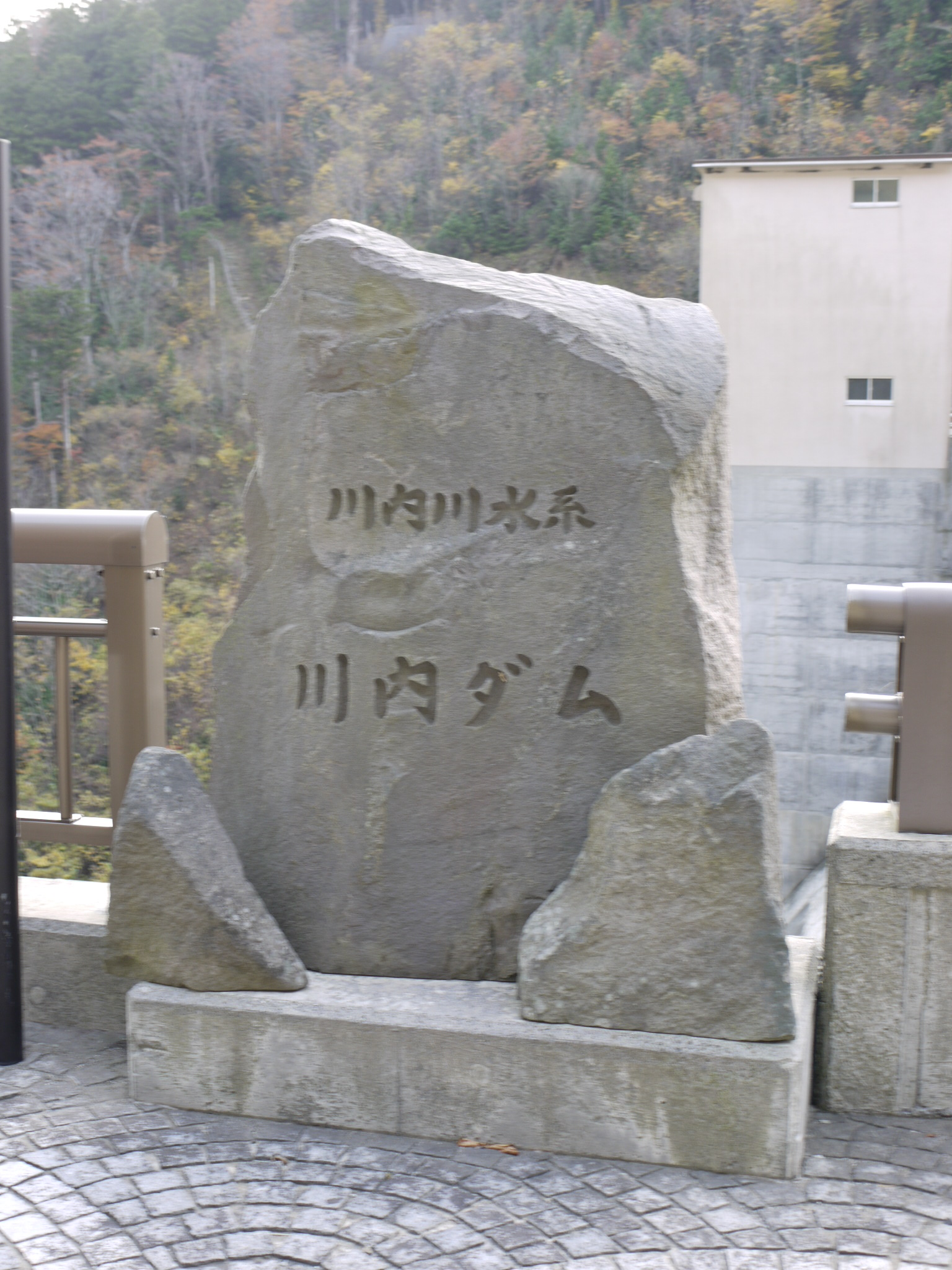
石碑（2009年10月）

## 交通
青森県道253号長後川内線 - 並行